# Erison Carlos dos Santos Silva
Erison Carlos dos Santos Silva (Barra do Piraí, 22 mei 1980), ook bekend onder zijn bijnaam Pingo, is een voormalig Braziliaans voetballer.

## Carrière
Pingo speelde tussen 2000 en 2009 voor Corinthians, Atlético Paranaense, São Caetano, Cerezo Osaka, Ponte Preta, Busan I'Park en Avaí.